# Masamitsu Yoshida
Pour les articles homonymes, voir Yoshida.
Masamitsu Yoshida (吉田 正光, Yoshida Masamitsu), né le 30 mai 1904 à Tokyo et mort le 29 octobre 2016, est un supercentenaire japonais.

## Biographie
Il fut doyen masculin du Japon du 19 janvier 2016 (à la suite du décès de Yasutaro Koide) jusqu'à sa mort, et le vice-doyen masculin de l'humanité derrière l'Israélien Yisrael Kristal, doyen, depuis que le Livre Guinness a retrouvé l'acte de naissance de ce dernier, en date du 15 septembre 1903, en Pologne.
Masazō Nonaka né le 25 juillet 1905 à Kamitoshibetsu, Ashoro, sur l'île de Hokkaidō lui succède au titre de doyen masculin du Japon.